# حمل و نقل بادی

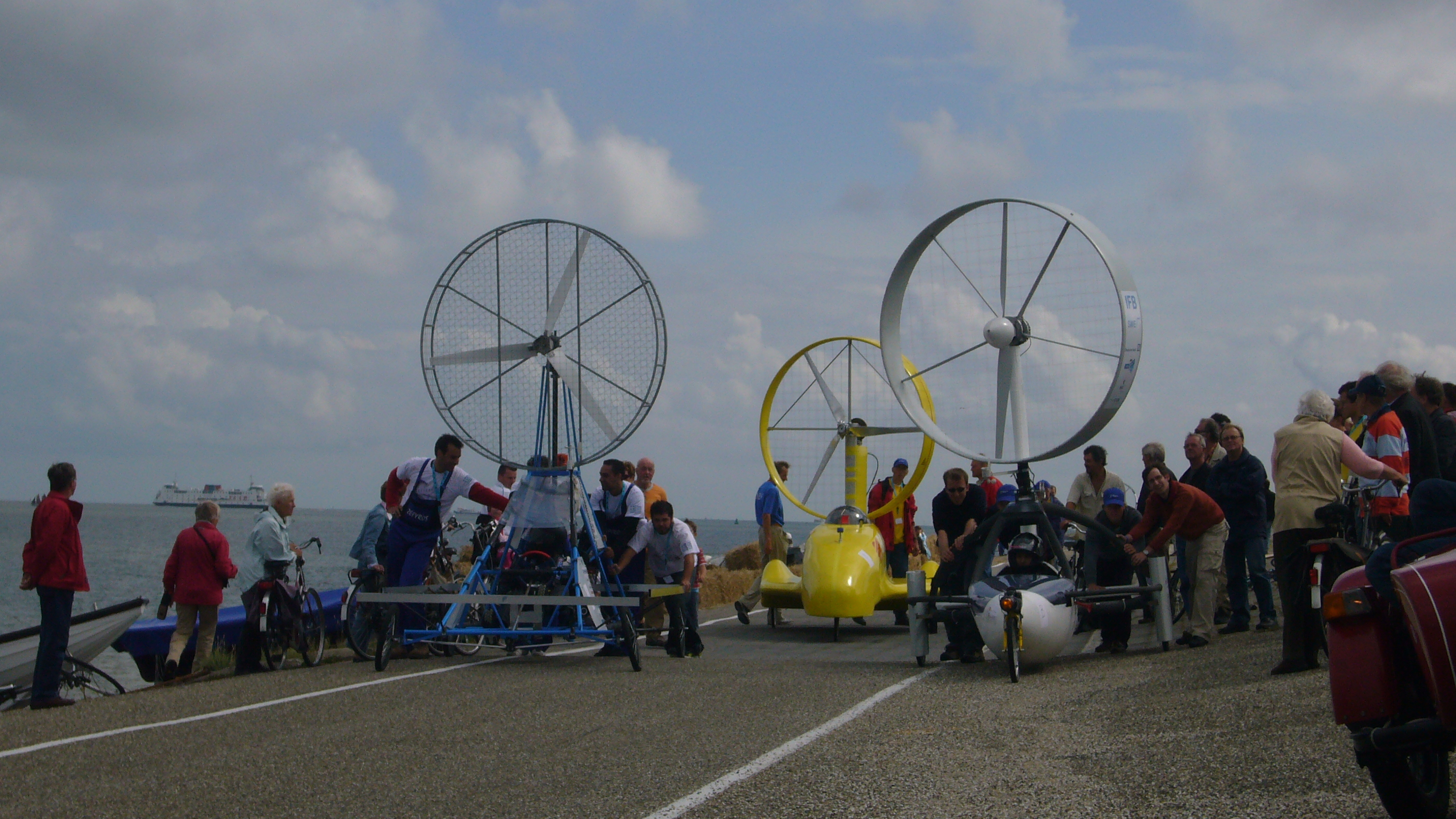
هواناو

حمل نقل بادی به حمل و نقلی گفته می‌شود که توسط نیروی باد انجام می‌گیرد. با استفاده از بادبان می‌توان با کنترل کردن انرژی باد آن را به جهت حرکت دادن قایق‌های تجاری و تفریحی و هم چنین نفتکش و مسافربری استفاده کرد.

## تاریخچه
استفاده از قایق‌های بادبانی به چندین هزار سال پیش بر می‌گردد. در آن زمان‌ها قایق‌ها و کشتی‌ها دارای ملوانان ورزیده‌ای بودند که کار آن‌ها فقط کشیدن بالا و پایین بادبان‌ها یا اضافه کردن و حذف کردن بادبان به دکل‌ها بود.
قایق‌های بادبانی سوخت بسیار کم تری نسبت به قایق‌های هم نوع خود مصرف می‌کردند زیرا از انرژی باد جهت حرکت دادن قایق و کشتی استفاده می شد. قایق‌های بادبانی سرعت نسبتاً بالایی نسبت به قایق‌های معمولی داشتند تا حدی که عبور از اقیانوس اطلس توسط قایق بادبانی ۵ روز سریع تر از قایق معمولی بود. بالاترین سرعت ثبت شده برای یک وسیله بادبانی در خشکی، ۲۳۰ کیلومتر در ساعت بوده‌است که توسط یک قایق سورتمه‌ای بادبانی روی یخ در سال ۱۹۳۸ میلادی به ثبت رسید. سرعت قایق‌های بادبانی آبی و تخته موج‌های بادبانی به مراتب در آب کم تر است چرا که مقاومت آب سرعت آن‌ها را کاهش می‌دهد. سریع‌السیرترین قایق بادبانی در آب، رکورد سرعت ۸۶/۲۱ کیلومتر در ساعت را در سال ۱۹۹۳ میلادی به ثبت رسانید. سریع‌السیرترین تخته موج بادبانی نیز ۸۴/۰۲ کیلومتر در ساعت بوده که در همان سال به دست آمد.